# 岡屋
岡屋株式会社（おかやかぶしきがいしゃ）は、大阪市に本社を置く日本のゴルフ用品メーカー。プラスチック製携帯用鉛筆（クリップペンシル）を初めて開発し、「ペグシル」の商品名で製造・販売していることで知られている。

## 沿革
「岡屋」の社名は、創業者である井尻保宏の出身地（兵庫県丹波篠山市東岡屋）にちなむ。
ペグシルは1974年に発案、1975年に発売された商品である。岡屋株式会社は1975年創業で、ペグシルとともに起業した。製造・販売に苦心したものの、折からの空前のゴルフブーム（ジャンボ尾崎・青木功・中嶋常幸の登場など）の追い風を掴み、ヒット商品として成長した。
- 1975年 - ゴルフ用品の製造販売会社「岡屋株式会社」設立。ペグシル発売。
- 1977年 - ボールマーカー発売。
- 1978年 - 篠山工場設立。
- 1980年 - ウッドティー発売。
- 1985年 - ペグシルボール発売。
- 1986年 - 東京支店開設。
- 1991年 - 新篠山工場設立。

## 商品
- ペグシル（プラスチック製ミニ鉛筆）

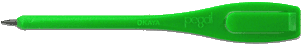
緑色のペグシル

- ペグシルボール（ペグシルのボールペンタイプ）
- ミニボール・ペグシル（携帯ストラップやキーホルダーになるペグシル）
- オカペンボール（ロングストラップ付きボールペン）
- ゴルフウッドティー
- ボールマーカー
- クリップマーカー
- プラフォーク
- 金属フォーク
- スコアカードホルダー